# Ленюк Михайло Павлович
Михайло Павлович Ленюк (*30 жовтня 1936 — † 23 березня 2013) — український учений-математик. Доктор фізико-математичних наук, професор. Академік АН ВШ України з 2007 р.

## Біограф
Народився в Хотині Чернівецької області в сім'ї робітника. В 1963 р. закінчив фізико-математичний факультет Чернівецького держуніверситету і розпочав роботу асистентом кафедри диференціальних рівнянь ЧДУ. У 1971 р. захистив кандидатську, а в 1993 р. — докторську дисертацію «Інтегральні перетворення для задач математичної фізики неоднорідних структур». З 2002 р. — завідувач кафедри інформаційних систем Чернівецького факультету Національного технічного університету «Харківський політехнічний інститут».
Наукові інтереси зосереджені на побудові нових класів гібридних інтегральних перетворень та їхньому застосуванні до розв'язання крайових задач математичної фізики та обчисленні поліпараметричних невласних інтегралів і підсумовуванні функціональних рядів.
Автор понад 900 наукових праць (із них 45 монографій, 31 препринт, 24 навчально-методичних посібників).
Підготував 18 кандидатів наук та 2 докторів наук.
Засновник і головний редактор збірника наукових праць «Крайові задачі для диференціальних рівнянь».